# 수잔 베이
수전 베이(Susan Bay, 1943년 3월 16일 ~ )는 미국의 배우, 모델이다.
로스앤젤레스에서 태어났다.

## 영화
- 더 빅 마우스 (1967)
- 마더 앤 차일드 (2009) - 리베카 역
- 이브 (2018, Eve) - 연출, 각본 겸임 (단편)